# Halectinosoma canaliculatum
Halectinosoma canaliculatum is een eenoogkreeftjessoort uit de familie van de Ectinosomatidae. De wetenschappelijke naam van de soort is voor het eerst geldig gepubliceerd in 1964 door Por.